# دالبرامینول
دالبرامینول (انگلیسی: Dalbraminol) یک بتا بلاکر است.